# Tatarak trawiasty
Tatarak trawiasty (Acorus gramineus Sol. ex Aiton) – gatunek byliny, należący do rodziny tatarakowatych (Acoraceae). Występuje w Azji południowo-wschodniej i wschodniej. Poza tym uprawiany jako roślina ozdobna także w Polsce. Rośnie w gęstych lasach, na brzegach strumieni i na łąkach.

## Rozmieszczenie
Zasięg gatunku obejmuje rozległy obszar Azji południowo-wschodniej i wschodniej od północno-wschodnich Indii poprzez Półwysep Indochiński, Filipiny, Chiny po Japonię, Koreę i wschodnią Syberię.

## Morfologia

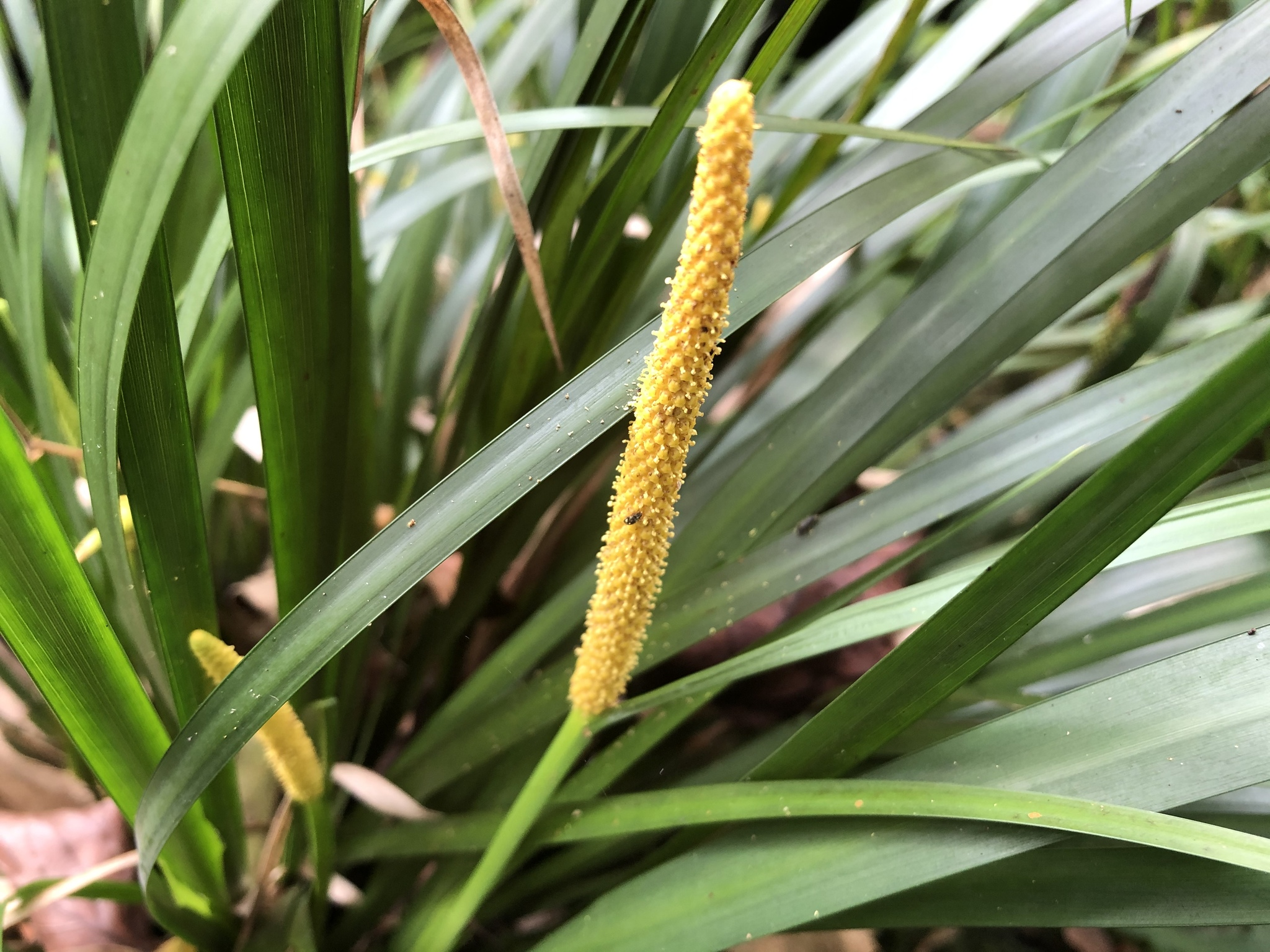
Kwiatostan

Pokrój i organy podziemneRoślina osiągająca do 50 cm wysokości. Liście wyrastają dwurzędowo z czołgającego się kłącza o długości do 10 cm i grubości zwykle ok. 0,5 cm.
Łodyga i liścieŁodyga kwiatonośna na przekroju jest trójkanciasta, spłaszczona, nierozgałęziona, o wysokości od kilku do 20 cm. Zwieńczona jest kwiatostanem zepchniętym na bok (pozornie bocznym), z powodu pionowo ustawionej liściowej pochwy kwiatostanu (spatha) o długości 10–24 cm i szerokości poniżej 0,5 cm. Liście mieczowate, miękkie i skręcone, ciemnozielone, na szczycie zaostrzone, bez wyraźnego grzbietu. Osiągają zwykle długość 20–45 cm i szerokość od 0,5 do 1 cm.
KwiatyZebrane w kolbowaty i walcowaty kwiatostan o długości 4–10 (rzadko do 14) cm i szerokości ok. 0,5 cm. Gęsto upakowane w kwiatostanie kwiaty są żółtozielone, małe (do 2 mm średnicy), obupłciowe. Kwiaty są zielone, żółtozielone do nieco białawych, o średnicy do 2 mm. Okwiat składa się z 6 błoniastych działek o długości do 1 mm, na szczycie zaostrzonych lub tępych. Pręcików jest 6, z nitkami nieco spłaszczonymi o długości do 1,5 mm i z pylnikami żółtymi. Słupek jest jeden, na szczycie gąbczasty, stożkowaty i zwieńczony bardzo drobnym znamieniem.
OwocePodługowato-owalne, gęsto upakowane jagody, o długości nieco ponad 3 mm i szerokości ponad 2 mm, zawierają kilka nasion.

## Zmienność
Uprawiane są kultywary:

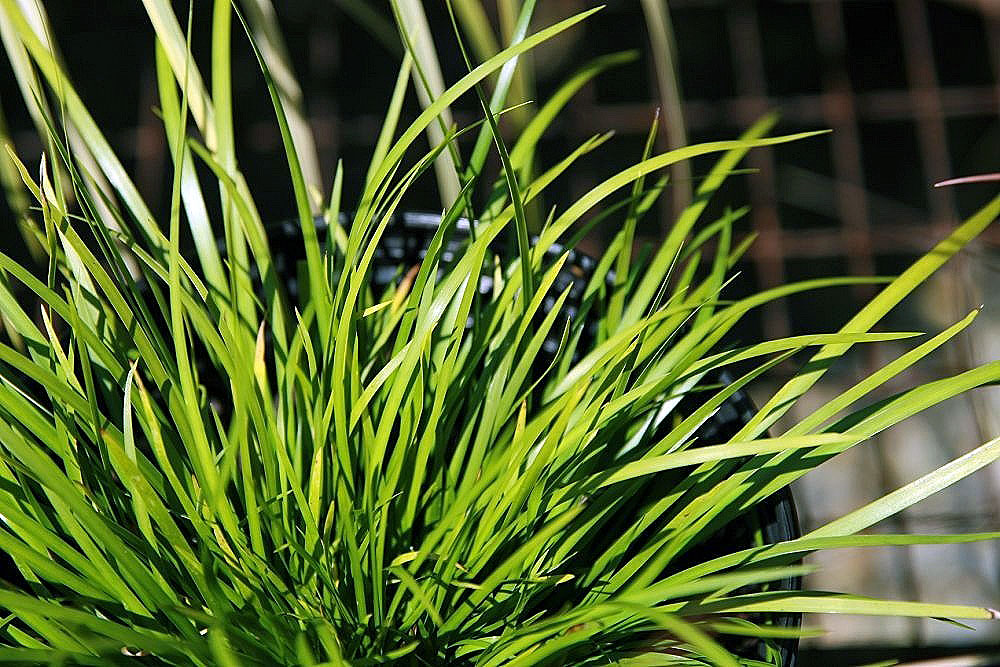
Tatarak trawiasty 'Pusillus'

- 'Aureovariegata'  - o liściach ze żółtymi paskami,
- 'Variegatus'  - o liściach z kremowymi paskami[6],
- 'Ogon'  – liście obrzeżone kremowo[6],
- 'Pusillus'  – rośliny do 10 cm wysokości, odmiana uprawiana w akwariach[6].

## Zastosowanie
- Roślina ozdobna. Ze względu na niewielkie rozmiary nadaje się do niedużych oczek wodnych. Stosowany także w paludariach i akwariach. Uprawia się go w płytkiej wodzie lub w wilgotnym gruncie strefy brzegowej. Tatarak trawiasty lubi miejsca nasłonecznione. Jest to istotne zwłaszcza dla kultywarów z barwnymi liśćmi – im więcej słońca, tym wyraźniejszy jest wzór na liściach.
- Roślina lecznicza. Surowiec stanowią kłącza, które mają działanie ogólnie wzmacniające, korzystnie oddziałują na przewód pokarmowy; stosowane są w niestrawności, nieżycie żołądka, poza tym również w depresji, nerwicach lękowych i bezsenności[7].